# Against All Odds (Take a Look at Me Now)
Against All Odds (Take a Look at Me Now) is een nummer dat geschreven en opgenomen is door de Britse zanger Phil Collins. Het is het themanummer van de film Against All Odds uit 1984. Het nummer is een ballad waarin de hoofdrolspeler zijn ex-vriendin smeekt naar hem te kijken ("take a look at me now"), terwijl hij weet dat een verzoening onrealistisch ("against all odds), maar niettemin het proberen waard is. Het nummer werd in februari 1984 in de Verenigde Staten en Canada op single uitgebracht en op  23 maart 1984 in Europa  Oceanië en Zuid-Afrika. Het nummer is gecoverd door verschillende artiesten.

## Achtergrond
Het nummer, dat oorspronkelijk How Can You Just Sit There? zou heten, is afkomstig uit sessies voor het debuutalbum van Phil Collins: Face Value (1981). Daarbij is het een van de vele nummers geschreven voor zijn ex-vrouw, die hem had verlaten. Uiteindelijk werd het nummer gekozen voor de soundtrack van de film Against All Odds en werd het geproduceerd door Arif Mardin. Het nummer werd volgens Collins in twee dagen opgenomen: één dag in New York, één in Los Angeles. 
De plaat werd een wereldwijde hit en bereikte in de Verenigde Staten de nummer 1-positie in de  Billboard Hot 100. Ook in Ierland, Noorwegen, Portugal, Israël en Canada werd de nummer 1-positie bereikt. In het Verenigd Koninkrijk werd de 2e positie in de UK Singles Chart bereikt en in Duitsland de 9e positie in de hitlijst.
In Nederland was de plaat op zondag 14 maart 1984 de 11e Speciale Aanbieding bij de KRO op Hilversum 3 en werd een hit in de destijds drie hitlijsten op de nationale popzender. De plaat bereikte de 13e positie in de Nationale Hitparade, de 10e positie in de Nederlandse Top 40 en zelfs de 7e positie in de TROS Top 50. In de Europese hitlijst op Hilversum 3, de TROS Europarade, werd de 3e positie bereikt.
In België bereikte de plaat de 3e positie in de Vlaamse Radio 2 Top 30 en de 4e positie in de Vlaamse Ultratop 50.
Het is het eerste van zes door Collins voor een film soundtrack geschreven nummers die de hitlijsten behaalden.
Against All Odds kreeg een Grammy Award in 1985 en was genomineerd voor de Academy Award voor Beste Originele Nummer. Deze prijs ging echter naar Stevie Wonder met het nummer I Just Called to Say I Love You. Collins was de enige genomineerde in de categorie die niet uitgenodigd was het nummer te zingen; hij moest in het publiek plaatsnemen. In zijn plaats trad Ann Reinking op met het nummer. Collins vond het optreden niet goed, en liet dit ook blijken. Een moment dat nog steeds bekend is, en waar nog vaak aan wordt gerefereerd.

## Videoclip
De videoclip van het nummer werd geregisseerd door Taylor Hackford en geproduceerd door Jeffrey Abelson. De driehoeksverhouding uit de film wordt in de clip uitgebeeld; Collins zingt het nummer voor een muur van regenwater dat verandert van kleur (rood, blauw en groen). Elke kleur vertegenwoordigt een van de drie hoofdrolspelers in de film. De kleuren worden in de film zelf ook gebruikt. In de laatste scène van de clip staat Collins in een driehoek gevuld met water gevormd door neonlampen die ook de drie kleuren hebben. Het concept van de clip werd bedacht door Keith Williams, die ook werkte aan clips voor Billy Idol, Bonnie Tyler en Lionel Richie (het nummer Say You, Say Me, dat wél een Oscar won, uit de film White Nights).

## NPO Radio 2 Top 2000
| Nummer met noteringen in de NPO Radio 2 Top 2000 | '99 | '00 | '01 | '02 | '03 | '04 | '05 | '06 | '07 | '08 | '09 | '10 | '11 | '12 | '13 | '14 | '15 | '16 | '17 | '18 | '19 | '20 | '21 | '22 | '23 | '24 |
| ------------------------------------------------ | --- | --- | --- | --- | --- | --- | --- | --- | --- | --- | --- | --- | --- | --- | --- | --- | --- | --- | --- | --- | --- | --- | --- | --- | --- | --- |
| Against All Odds (Take a Look at Me Now)         | 98  | 152 | 132 | 153 | 159 | 170 | 238 | 230 | 395 | 215 | 274 | 308 | 394 | 240 | 307 | 370 | 393 | 352 | 282 | 320 | 269 | 272 | 277 | 316 | 340 | 284 |

1. ↑  Een vetgedrukt getal geeft de hoogste notering aan.

## Mariah Carey & Westlife
De Amerikaanse zangeres Mariah Carey nam in 2000 haar eigen versie op van het nummer, geproduceerd door Jimmy Jam & Terry Lewis. Later werd het nummer opnieuw opgenomen als duet, samen met de Ierse boyband Westlife.
Voor het duet werden de vocalen van Carey niet opnieuw opgenomen. De instrumenten werden wel opnieuw opgenomen, met meer violen. Het duet was succesvoller dan de soloversie (wereldwijd, niet in Nederland waar de soloversie tot #27 kwam terwijl het duet strandde op #35). In het Verenigd Koninkrijk kwam het nummer op nummer 1, de zesde voor Westlife, de tweede voor Mariah Carey.

### Tracklist
CD1
1. Against All Odds (Mariah & Westlife)
2. Against All Odds (Pounds Boys Main Mix)
3. Against All Odds (soloversie Mariah Carey)
4. Vier 30 seconden durende interviews met Westlife

CD2
1. Against All Odds (Mariah & Westlife)
2. Against All Odds (soloversie Westlife)
3. Against All Odds (Pound Boys Dub)
4. Against All Odds (cd-rom-video)

### Videoclip
Voor deze versie van het nummer is meer dan één videoclip verschenen. De soloversie van Mariah Carey, geregisseerd door Paul Misbehoven, bevat een montage van clips van Carey die het nummer zingt tijdens verschillende optredens tijdens haar Rainbow World Tour. De clip voor het duet laat Mariah Carey en Westlife zien die het nummer opnemen en het eiland Capri verkennen per boot.